# Zuzana Kováčová
Zuzana Kováčová (* 26. April 1979) ist eine ehemalige slowakische Fußballschiedsrichterin.

## Werdegang
Kováčová begann 2001 als Schiedsrichterin.
Von 2005 bis 2019 stand Kováčová auf der Liste der FIFA-Schiedsrichter und leitete internationale Fußballpartien, unter anderem in der UEFA Women’s Champions League.
Bei der U-19-Europameisterschaft 2012 in der Türkei leitete Kováčová zwei Spiele in der Gruppenphase. Bei der U-19-Europameisterschaft 2014 in Norwegen pfiff sie insgesamt vier Spiele, darunter zwei Gruppenspiele, ein Halbfinale und das Finale zwischen Spanien und den Niederlanden (0:1).
Zudem war Kováčová als Schiedsrichterin unter anderem in der EM-Qualifikation, in der europäischen WM-Qualifikation, beim Zypern-Cup 2017 sowie bei diversen Qualifikations- und Freundschaftsspielen im Einsatz.